# Kustfortificatie

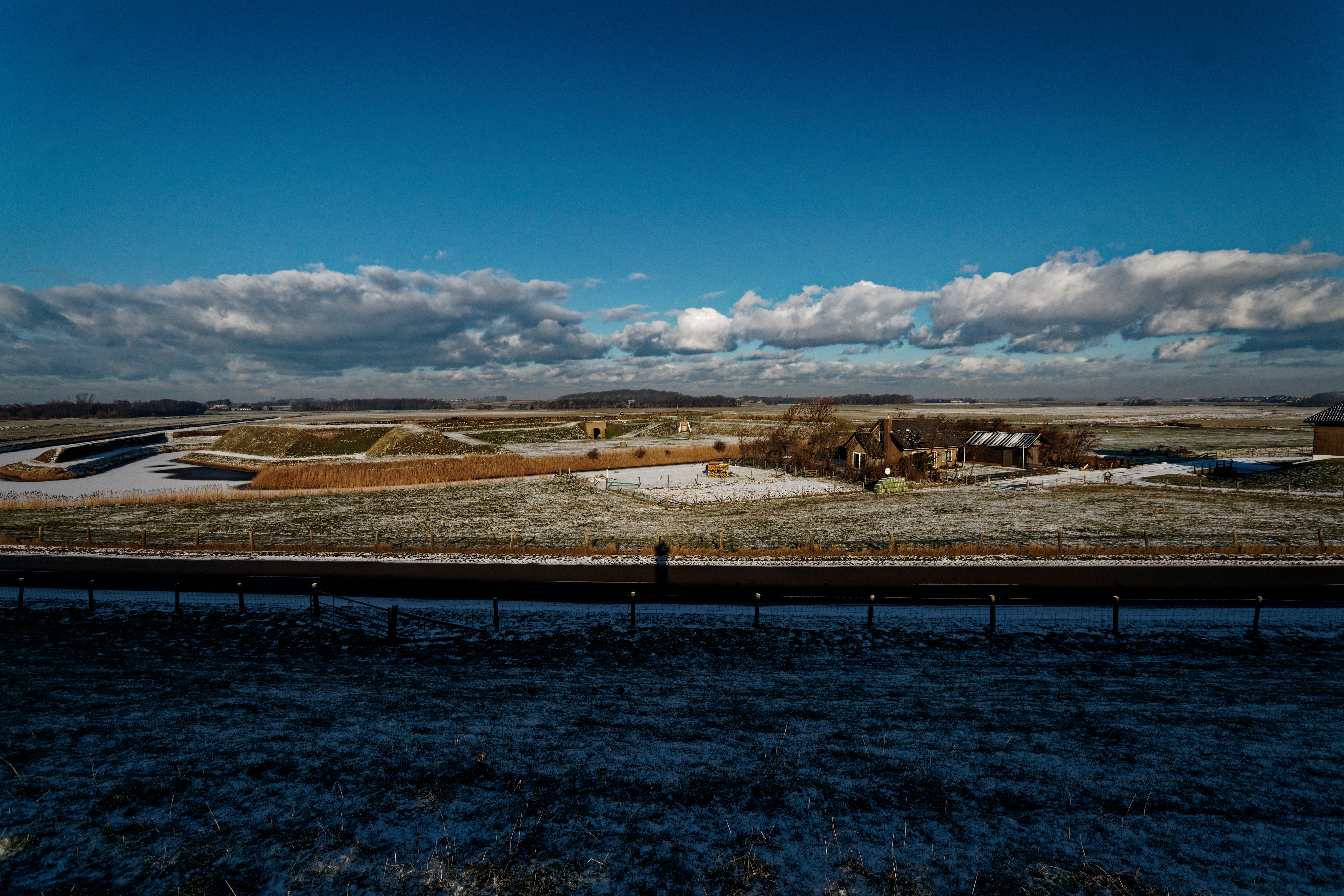
De VOC schans op Texel

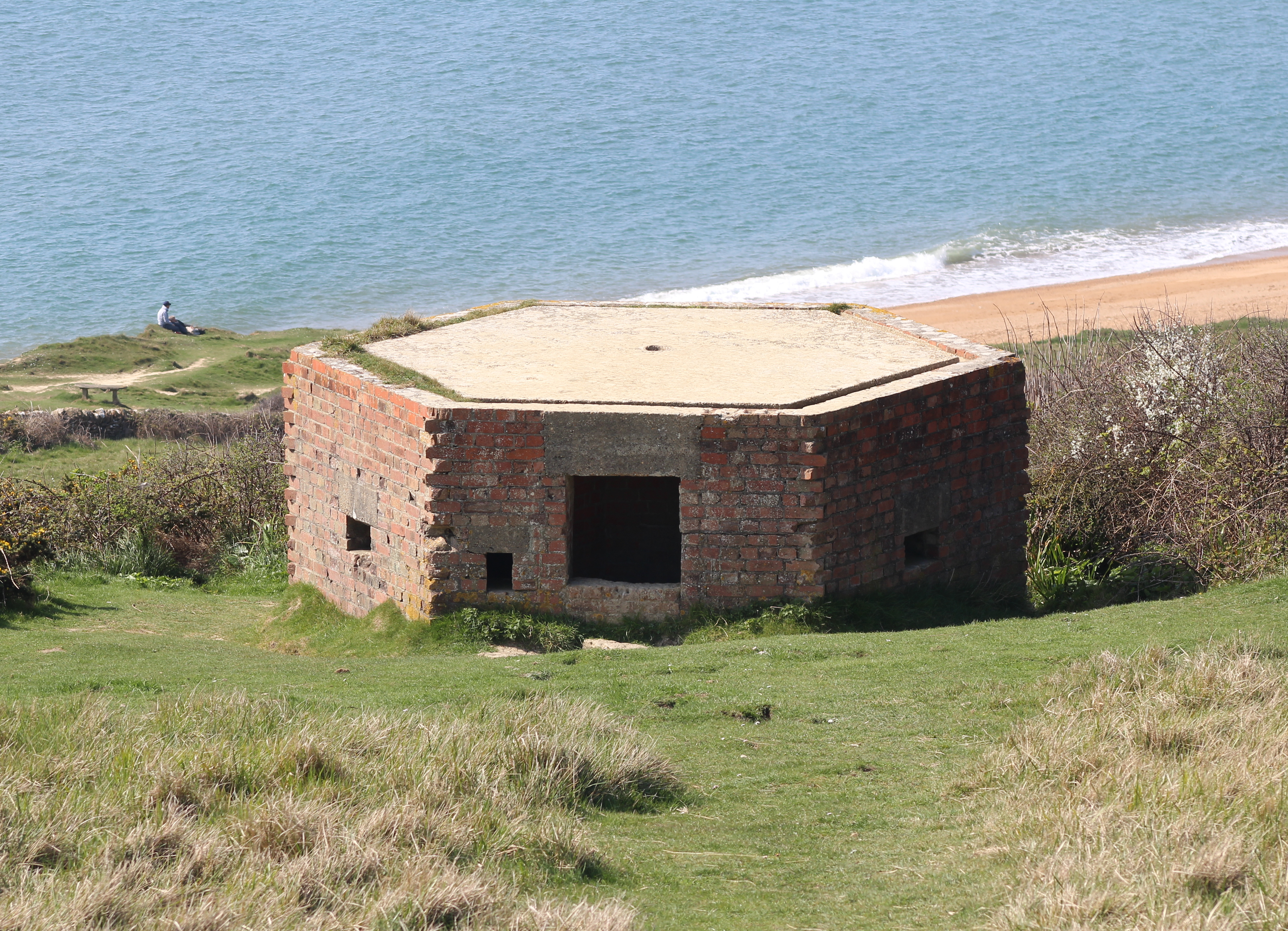
Britse kustfortificatie uit de Tweede Wereldoorlog te Burton Bradstok, Dorset

Een kustfortificatie is een militaire versterking ter verdediging en bescherming van de kust tegen vijandelijke landingen en ter bescherming van havenwerken. Hiervoor wordt ook wel de term kustverdediging gebruikt. Dit moet niet verward worden met kustverdediging (waterbouwkunde), wat betrekking heeft op waterbouwkundige werken om de kust te beschermen tegen erosie en golven van de zee.
Kustfortificaties zijn al eeuwen belangrijk. 
In de zestiende en zeventiende eeuw zijn door de VOC nogal wat kustfortificaties in diverse landen gebouwd. In Nederland is met name in de Napoleontische periode nogal wat energie in de kustverdediging gestoken (Napoleon was bang voor een inval vanuit Engeland). Tijdens de Tweede Wereldoorlog vormde de Atlantikwall een belangrijke fortificatie. Dit om dezelfde reden als die Napoleon had om fortificaties langs de kust te bouwen. Voor een overzicht van kustfortificaties, zie de categorie Kustfortificatie (link hieronder).